# Банчонг Арибаг, Иосиф
Иосиф Банчонг Арибаг (22.05.1927 г., Чантхабури, Таиланд — 1.09.2012 г., Накхонсаван, Таиланд) — католический прелат, епископ Накхонсавана с 24 мая 1976 года по 5 ноября 1998 год.

## Биография
Иосиф Банчонг Арибаг родился 22 мая 1927 года в городе Чантхабури, Таиланд. 22 декабря 1956 года был рукоположён в священника. Был ректором Университета Святейшего Сердца (Sacred Heart University) и профессором Джорджтаунского университета.
24 мая 1976 года Римский папа Павел VI назначил Иосифа Банчонга Арибага епископом Накхонсавана. 12 июля 1976 года состоялось рукоположение Иосифа Банчонга Арибага в епископа, которое совершил кардинал Михаил Мичаи Китбунчу в сослужении с епископом Мишелем-Огюстом-Мари Ланжером и епископом Чиангмая Робертом Ратна Бамрунгтракулом.
5 ноября 1998 года Иосиф Банчонг Арибаг вышел в отставку.
Скончался 1 сентября 2012 года в Накхонсаване.